# Елтай (Атырауская область)
Елта́й (каз. Елтай) — село в Индерском районе Атырауской области Казахстана. Административный центр сельского округа Елтай. Находится на Прикаспийской низменности на правом берегу реки Урал, на расстоянии примерно 7 км к западу от посёлка Индерборский, административного центра района. Код КАТО — 234035100.
Основано в 1931 году. Через Елтай проходят автомобильная дорога Атырау — Уральск и нефтепровод Атыpay — Самара.

## Население
В 1999 году население села составляло 2438 человек (1241 мужчина и 1197 женщин). По данным переписи 2009 года, в селе проживало 2444 человек (1238 мужчин и 1206 женщин).

## Известные жители
Енбаева, Маржан (1924 года — 8 июня 2015 года) — старшая табунщица колхоза имени Степана Разина Испульского района Гурьевской области Казахской ССР. Герой Социалистического Труда (1948).